# Lynden Pindling
Lynden Oscar Pindling (Nasáu, 21 de marzo de 1929-Nasáu, 26 de agosto de 2000) fue un político bahameño, primer ministro de su país y considerado el Padre de la nación.
Fue hijo de Arnold y Viola Pindling y miembro del Partido Liberal Progresista.